# カーボベルデ系キューバ人
カーボベルデ系キューバ人は、カーボベルデに家系起源を持つキューバ市民、もしくはキューバ居住者である。
カーボベルデとキューバは長い交流の歴史を持っている。カーボベルデからキューバに渡った最初期の人々は、心ならざるものだった。1526年に、「最初のキューバに奴隷を売るための船が145人のアフリカ人を乗せて島に到来した。」 。より多くの奴隷がカーボベルデから続いた。この中には著名なキューバの芸術家、ロエル・カーボベルデ・リャセールの先祖も含まれていた。
キューバとカーボベルデは1975年9月に外交関係を樹立した。カーボベルデ独立の数ヶ月後だった。「1976年から、1,000人以上のキューバの協力者──多くは医者と健康技術者だった──がそのアフリカの国で働いており、約1,000人のカーボベルデの奨学生が準大学、または大学の教育を受けていた。」。しかしながら2007年現在では、一定数のカーボベルデ系の人々がキューバに居住しているという推計は存在しない。
2005年に、ジェルマーノ・アルメイダの二人の兄弟がスペイン語に翻訳され、「芸術と文学」のアンソロジーに加えられた。同年フィデル・カストロはペドロ・ピレスとキューバ最高位の勲章たるホセ・マルティ勲章を授与した。

## 脚註
1. ↑  Ron Conner, "Timeline of Cuban Musical History." PBS. Retrieved October 26, 2006.
2. ↑  Reinaldo Cedeño Pineda, " Roel Caboverde Llacer - Interview." Cuban Art Store. Retrieved October 26, 2006.
3. 1 2  "Fidel Castro Decorates Cape Verde´s President." Cuba Mix Rex.
4. ↑  David González, "Nueva literatura caboverdiana en Cuba." Envío CEAMOnitor Vol 3 No 7. Retrieved October 26, 2006. (スペイン語)